# 周小姐蟲屬
周小姐蟲屬，為在中國云南省澄江县牛蹄塘组以及湖北省清江生物群（寒武纪第三期）地層發現的一種早期小型海生節肢動物，大小可長至6公分，屬於娜罗虫科，其下只有一個物種長尾周小姐蟲。

## 習性
周小姐蟲目前被認為是食肉動物或是食腐動物，外肢的活動板可使其在近海底的地方活動。

## 命名
周小姐蟲的名稱來自中科院南京地质古生物所的古生物學家周桂琴，以表彰她對澄江動物群研究的貢獻。